# Franciscus Quaresmius
Franciscus Quaresmius (Lodi, 4 avril 1583-Milan, 25 octobre 1650) est un orientaliste franciscain italien.

## Biographie
Entré jeune chez les Franciscains de Mantoue, il devient après ses études titulaire de chaires de théologie, de philosophie et de droit canon.
En 1616, il voyage à Jérusalem et y est nommé gardien et vice-commissaire d'Alep. Les Turcs l'emprisonnent par deux fois et il rentre en Europe en 1620 pour revenir à Jérusalem en 1625. Il demande alors dans un appel solennel à Philippe IV d'Espagne de se lancer dans la reconquête de la Terre sainte.
Quaresmius reste célèbre pour son Historica, theologica et moralis terrae sanctae elucidatio, écrit de 1616 à 1626, classique de l'histoire et de l'archéologie biblique.
Légat du pape à Alep et vice-patriarche des Chaldéens et Maronites de Syrie et de Mésopotamie (1627-1629), il voyage en Italie en 1629 pour présenter au Saint-Père l'état des missions en Terre sainte et dans l'Orient.
En 1637, il devient à Milan garde du sanctuaire de Sant'Angelo puis définiteur et Procurateur général (1645-1648).

## Œuvres
- Itinerario di Caldea del Rev. P. Francesco Quaresmio e di Fr. Tomaso da Milano suo compagno. Min. Oss. e Giov. Batt. Eliano. Maronita, ed Elia Patriarca e con li Nestoriani, 1629
- Jerosolymæ afflictæ et humiliatæ deprecatio ad suum Philippum IV Hispaniarum et Novi Orbis potentissimum ac Catholicum Regem, 1631
- De sacratissimis D. N. J. Christi quinque vulneribus, varia, pia et luculenta tractatlo, 1643
- Pro confraternitate SS. Stellarii B. Virginis Mariæ tractatus, 1648
- Ad SS. DD. N. Alexandrum VII Pont. Opt. Max. Fr. Francisci Quaresmii Laud. Ord. Min. Pia Vota pro anniversaria Passionis Christi solemnitate, 1656